# ベルンハルト・ヘトガー
ベルンハルト・ヘトガー（ドイツ語: Bernhard Hoetger, 1874年5月4日 - 1949年7月18日）はドイツの彫刻家。

## 略歴
ドルトムントの鍛冶屋の息子に生まれた。1888年から1892年の間、デトモルトで彫刻を学んだ後、レーダ＝ヴィーデンブリュックに工房を開いた。デュッセルドルフ美術アカデミーで短期間学んだ後、パリにでて、オーギュスト・ロダンから影響を受け、表現主義の画家、パウラ・モーダーゾーン＝ベッカーと知り合った。1911年にダルムシュタットの芸術家村に移り、1914年からモーダーゾーン＝ベッカーらが活動したヴォルプスヴェーデの芸術家村に移った。ヴォルプスヴェーデでブレーメンの実業家のルートヴィヒ・ロゼリウスと知り合い、ブレーメンのベトヒャー(Böttcher)通りを飾る彫刻などを制作した。ロゼリウスと同じようにナチスの思想に共感し、一時は党員となるが、1936年にヘトガーの作品は「退廃芸術」に指定された。1943年に党を脱退し、スイスに移り、1949年にインターラーケンで没した。

## 作品

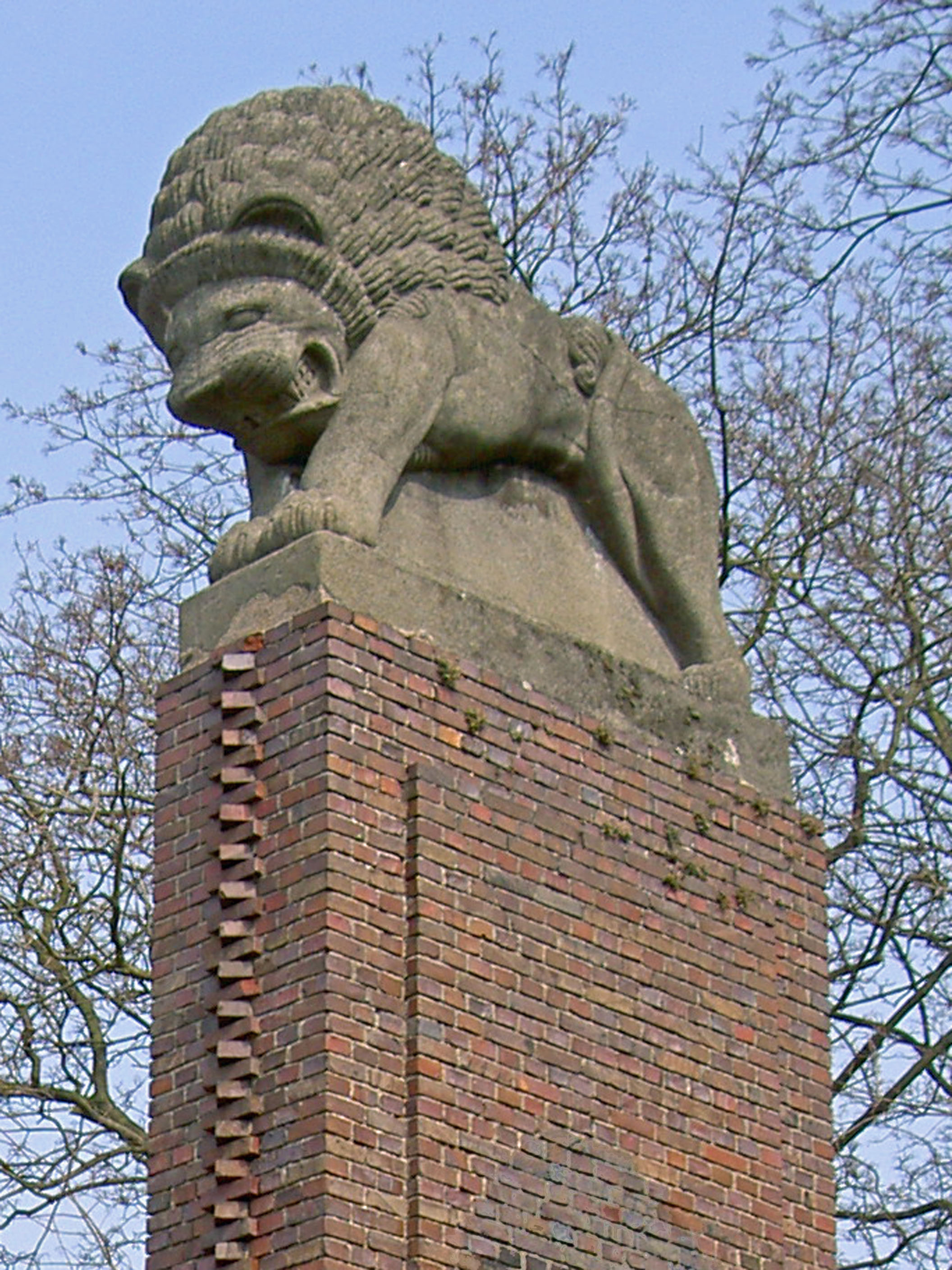
ダルムシュタットの彫刻
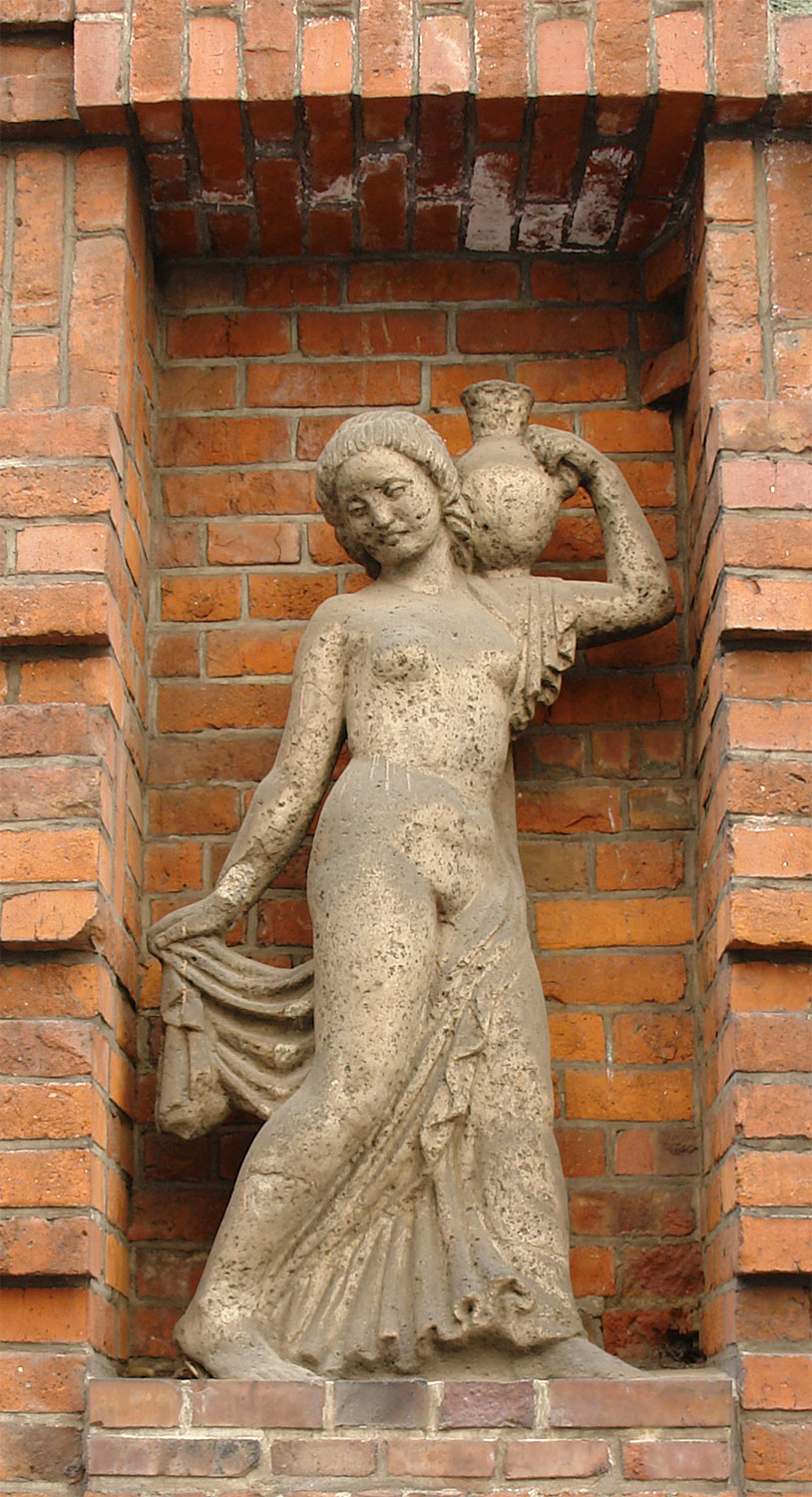
ブレーメンの彫刻
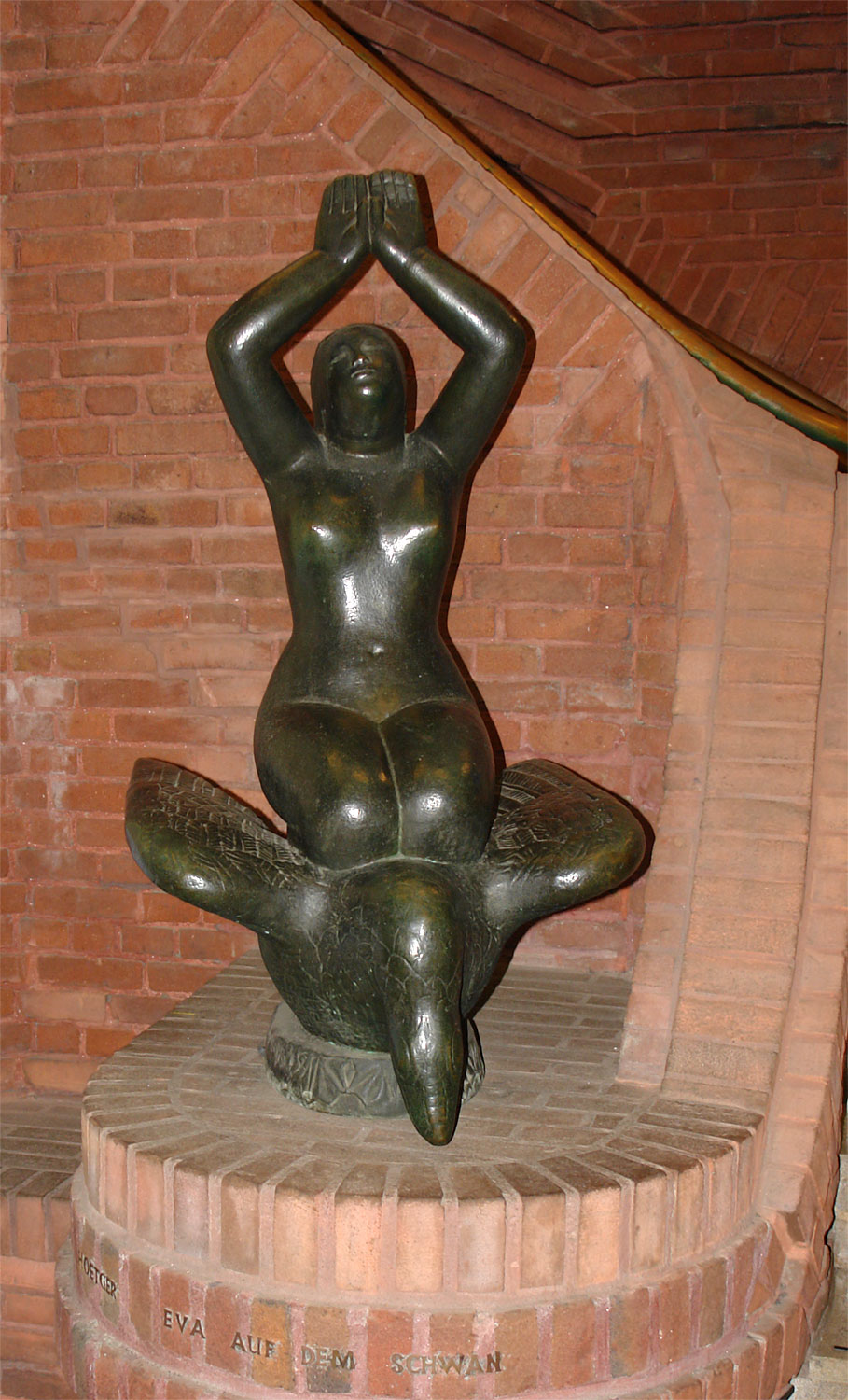
ブレーメンの彫刻
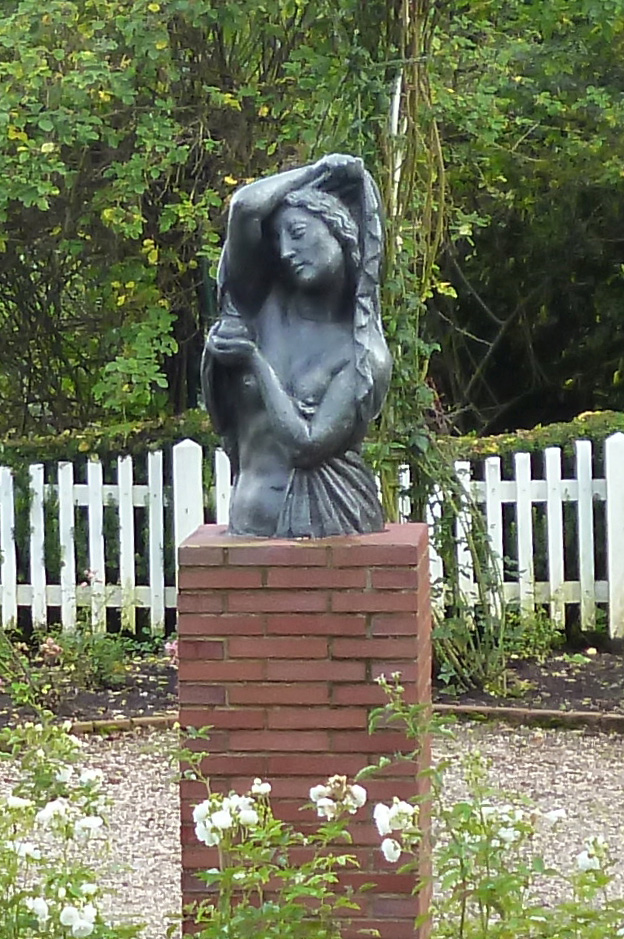
ドルトムントにある彫刻「夕暮れ」

## 関連人物
- パウラ・モーダーゾーン＝ベッカー
- ルートヴィヒ・ロゼリウス（支援者）